# Mihail Kogălniceanu (Ialomița)
Mihail Kogălniceanu is een Roemeense gemeente in het district Ialomița.
Mihail Kogălniceanu telt 3263 inwoners.